# دهستان زاخرویه
دهستان زاخرویه از توابع بخش افزر شهرستان قیر و کارزین در استان فارس ایران است. بر اساس سرشماری سال ۱۳۹۵ جمعیت این دهستان ۴۰۹۵ نفر (۱۲۳۱ خانوار) می‌باشد.
بزرگ‌ترین روستا در این دهستان مزرعه پهن است که به عنوان مرکز دهستان قلمداد می‌شود. مزرعه پهن از به هم پیوستن روستاهای چمکور، سرچاه، زین‌آباد، دهنو تشکیل شده‌است.